# Romerike
Romerike («raumarenes rige», af raumr: «larm, dunder») er et landområde i Østlandet i Norge, en af tre regioner i Akershus Fylke der omfatter følgende kommuner: Aurskog-Høland, Eidsvoll, Enebakk, Fet, Gjerdrum, Hurdal, Lørenskog, Nannestad, Nes, Nittedal, Rælingen, Sørum, Skedsmo og Ullensaker.
På grund af den relativt flade geografi er dette et rigt landbrugsområde. Elvene Glomma og Vorma mødes i Romerike. Disse to fossers larm gav i sin tid navnet raumarene til folket, som boede i regionen. Også det gamle navn på Glomma, Glaumr, har den samme betydning.
Christian Colbjørnsen blev født her i 1749.